# Vincent Hancock
Vincent Charles Hancock (* 19. března 1989 Port Charlotte) je americký sportovní střelec, čtyřnásobný olympijský vítěz ve skeetu.
Závodně se věnuje střelbě od jedenácti let, v šestnácti letech získal první titul mistra světa. Čtyřikrát se stal mistrem světa ve skeetu jednotlivců (2005, 2009, 2015 a 2018) a jednou v soutěži družstev (2009). Je olympijským vítězem z let 2008 a 2012 (je prvním skeetařem v historii, který dokázal obhájit olympijské prvenství), na LOH 2016 obsadil 15. místo. Dvakrát vyhrál Panamerické hry (2007 a 2011). Třikrát nastřílel absolutní světový rekord 125 bodů v kvalifikaci a je vítězem dvanácti podniků světového poháru.
Je příslušníkem armády Spojených států amerických, žije ve Fort Worth s manželkou a dvěma dcerami.